# Margaret Millar
Margaret Ellis Millar (* 5. Februar 1915 in Kitchener, Ontario; † 26. März 1994 in Santa Barbara, Kalifornien), geborene Margaret Ellis Sturm, war eine kanadische und später US-amerikanische Krimi-Autorin.

## Leben
Margaret Millars Vater Henry William Sturm war Geschäftsmann und in den Jahren 1933/34 Bürgermeister von Kitchener. Sie besuchte das Kitchener-Waterloo Collegiate Institute (1929–1933) und studierte anschließend klassische Philologie an der University of Toronto (1933–1936, ohne Abschluss). 1938 heiratete sie ihren Jugendfreund Kenneth Millar. Im Jahr darauf wurde ihre Tochter Linda geboren. Die Familie zog nach Ann Arbor, Michigan, und lebte dort von 1942 bis 1944. Ihr Mann wurde Soldat, und sie arbeitete zwei Jahre als Drehbuchschreiberin für Warner Bros. in Hollywood (1945/46). Nach Kriegsende zogen die Millars nach Santa Barbara. Seit 1958 lebten sie außerhalb in einem bewaldeten Canyon. Ihre Tochter starb schon 1970.
Ihr Mann arbeitete zunächst als Lehrer, später war er als Schriftsteller erfolgreich. Unter dem Pseudonym Ross Macdonald erschienen seit 1949 seine Romane um Lew Archer in der Tradition der harten Schule des Kriminalromans und der Nachfolge von Dashiell Hammett und Raymond Chandler. Zunächst war Margaret Millar erfolgreicher und bekannter als ihr Ehemann Kenneth Millar. Als man ihr Filmrechte abkaufte, konnte die Familie ein Haus kaufen. Ein Film, in dem Bette Davis die Hauptrolle übernehmen sollte, wurde allerdings nicht gedreht.
Ihr erster Roman, The Invisible Worm (1941), führte den Psychiater Paul Prye als Ermittler ein. Die Wahl seines Berufes zeigt Millars Interesse an Psychologie, das in den meisten ihrer Bücher deutlich wird. Sie gilt als eine frühe realistische Betrachterin der weiblichen Psyche im Kriminalroman. Aber auch die kriminalistische Recherche vernachlässigte sie nicht. Vierzig Jahre lang war sie als Beobachterin bei Mordprozessen anwesend.
Nach drei bei Doubleday veröffentlichten Romanen lehnte der Verlag ein weiteres Buch ab. Millar wechselte zu Random House, der ihr Hausverlag blieb.
Als ihr künstlerischer Durchbruch gilt dem Kritiker H.R.F. Keating Beast in View von 1955 (Liebe Mutter, es geht mir gut ...), für das sie 1956 den Edgar Allan Poe Award erhielt. Keating nahm es 1987 in seine Liste der 100 besten Kriminalromane aller Zeiten auf.
Viele Romane des Ehepaars Millar spielen in Kalifornien. Millar engagierte sich seit den 60er Jahren für den Umweltschutz und gründete den kalifornischen Ableger der National Audubon Society, einer Umweltschutzorganisation. In ihrem Sachbuch The Birds and the Beasts Were There beschreibt sie ihre Naturbeobachtungen in den Canyons rund um ihren Wohnort.
Nach dem Tod ihrer Tochter erschien sechs Jahre lang kein neues Buch von ihr. Sie veröffentlichte dann doch noch fünf Bücher, ein letztes drei Jahre nach dem Tod ihres Mannes 1983. Margaret Millar starb am 26. März 1994 im Alter von 79 Jahren. Ihre Asche wurde in Santa Barbara verstreut.

## Auszeichnungen
- 1956 Edgar Allan Poe Award (Kategorie Bester Roman) für Liebe Mutter, es geht mir gut ...
- 1965 Los Angeles Times Woman of the Year Award
- 1983 Grand Master Award der Crime Writers of America (CWA)
- 1986 Derrick Murdoch Award der Crime Writers of Canada (CWC)

## Bibliographie
Paul Prye Bücher
- The Invisible Worm, 1941
- The Weak-Eyed Bat, 1942
- The Devil Loves Me, 1942

Inspektor Sands Bücher
- Wall of Eyes, 1943 (dt. Blinde Augen sehen mehr).
- The Iron Gates. Auch Taste of Fears, 1945. (dt. Das eiserne Tor, auch: Sendbote des Teufels)

Romane
- Fire Will Freeze, 1944 (dt. Da waren’s nur noch neun)
- Experiment in Springtime, 1947 (dt. Umgarnt)
- It’s All in the Family, 1948 (dt. Es liegt in der Familie bzw. Das Fräulein Tochter in der Übersetzung von J. N. Lorenz, 1951[2])
- The Cannibal Heart, 1949 (dt. Kannibalen-Herz)[3]
- Do Evil in Return, 1950 (dt. Wie du mir)
- Rose’s Last Summer, 1952 (dt. Letzter Auftritt von Rose)
- Vanish in an Instant, 1952 (dt. Stiller Trost)
- Wives and Lovers, 1954 (dt. Erwecket die Liebe nicht)
- Beast in View, 1955 (dt. Liebe Mutter, es geht mir gut ...)
- An Air That Kills, auch: The Soft Talkers, 1957 (dt. Die Süssholzraspler ~ Vom Zufall entlarvt)
- The Listening Walls, 1959 (dt. Die lauschenden Wände)
- A Stranger in My Grave, Random House, New York City 1960.
  - dt. von Elizabeth Gilbert: Ein Fremder liegt in meinem Grab. Fischer Taschenbuch Verlag, Frankfurt am Main 1971, ISBN 3-436-01427-3.
- How Like an Angel, 1962 (dt. Fast wie ein Engel)
- The Fiend, 1964 (dt. Die Feindin)
- Beyond This Point Are Monsters, 1970 (dt. Von hier an wird’s gefährlich)

Tom Aragon Bücher
- Ask for Me Tomorrow, 1976 (dt. Fragt morgen nach mir)
- The Murder of Miranda, 1979 (dt. Der Mord von Miranda)
- Mermaid, 1982 (dt. Nymphen gehören ins Meer!)

Romane
- Banshee, 1983 (dt. Banshee die Todesfee)
- Spider Webs, 1986 (dt. Gesetze sind wie Spinnennetze)

Non-Fiction (Vogelbeobachtung)
- The Birds and the Beasts Were There, 1968. Autobiographische Elemente.

Nachlass
- The Couple Next Door, 2004. Tom Nolan (Hrsg.). Unveröffentlichtes und Zeitschriftenpublikationen.

## Belege
1. ↑  kirjasto.sci.fi (Memento vom 21. Januar 2015 im Internet Archive)
2. ↑  8. Schöne Literatur. Nr. 66. In: Österreichische Bibliographie / Österreichische Bibliografie, Heft 1/1952, S. 8 (online bei ANNO).
3. ↑  Kannibalenherz in der Hörspiel-Bearbeitung von Valerie Stiegele, NDR 1989, Länge: 56’50, wurde 'Zum 100. Geburtstag von Margaret Millar' vom Deutschlandradio Kultur am 2. Februar 2015 gesendet

| Personendaten    | Personendaten                       |
| ---------------- | ----------------------------------- |
| NAME             | Millar, Margaret                    |
| ALTERNATIVNAMEN  | Sturm, Margaret Ellis (Geburtsname) |
| KURZBESCHREIBUNG | kanadische Krimi-Schriftstellerin   |
| GEBURTSDATUM     | 5. Februar 1915                     |
| GEBURTSORT       | Kitchener (Ontario), Kanada         |
| STERBEDATUM      | 26. März 1994                       |
| STERBEORT        | Santa Barbara (Kalifornien)         |